# Triphylie
Pour les articles homonymes, voir Triphylie (dème).

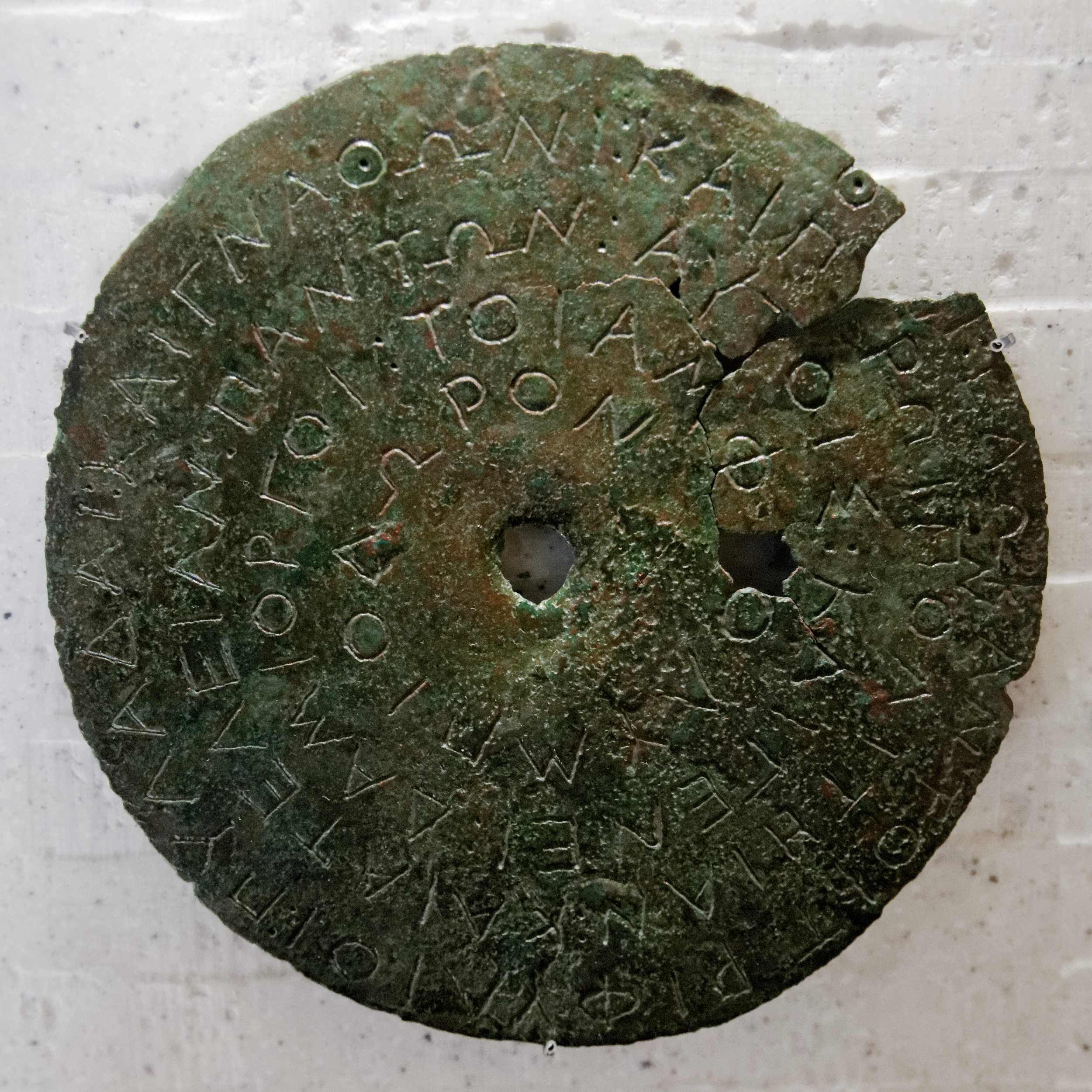
Décret du koinon des Triphyliens accordant la citoyenneté à trois individus, musée du Louvre (Br 4069)

La Triphylie est la partie méridionale de l'Élide, en Grèce. Située entre l'Alphée au nord et le Néda au sud, son nom vient de ce qu'elle était habitée par trois tribus distinctes. Sa ville principale est Scillonte.

## Histoire
Constituée de cités périèques d'Élis au Ve siècle av. J.-C., la Triphylie devient indépendante à la suite de la victoire d'Agis II de Sparte contre les Éléens et crée en 399 av. J.-C. un koinon (confédération). Il est mentionné pour la dernière fois en 371 av. J.-C., à la suite de quoi la Triphylie rejoint l'Arcadie ; on ignore si elle subsiste en tant qu'entité distincte.
Elle a donné son nom à une province puis à un dème moderne, dont les frontières ne correspondent  pas à celles de la province antique.